# Negash
Negash är en ort i regionen Tigray, i Etiopien som tros vara Afrikas äldsta muslimska samhälle. 
Negash tros ha grundats av muslimer på flykt från Mecka som fick asyl i Kungariket Aksum. Lämningar av en begravningsplats från 600-talet har hittats i byn.
Ortens moské Al Nejashi är en av Afrikas äldsta. Den skadades  under Tigraykriget år 2020 men kommer att renoveras.